# Burg Dívčí Kámen
Die Burgruine Dívčí Kámen (deutsch Maidstein) befindet sich 10 km westlich von Český Krumlov bei Třísov in der Gemeinde Křemže, Okres Český Krumlov, Tschechien. Sie liegt auf einem Felssporn an der Einmündung des Křemžský potok in die Moldau. Die Anlage ist 210 Meter lang und 45 Meter breit.

## Lage
Zur Burg führt ein steiniger Weg aus dem Tal des Baches Křemžský potok, das von hohen Abhängen und Felsen umschlossen ist. An der Mündung des Baches in die Moldau ragt die schon teilweise mit Bäumen bewachsene Burgruine empor. Von ihrem Gemäuer besteht Ausblick auf das Moldautal und in die umliegende Landschaft.

## Geschichte

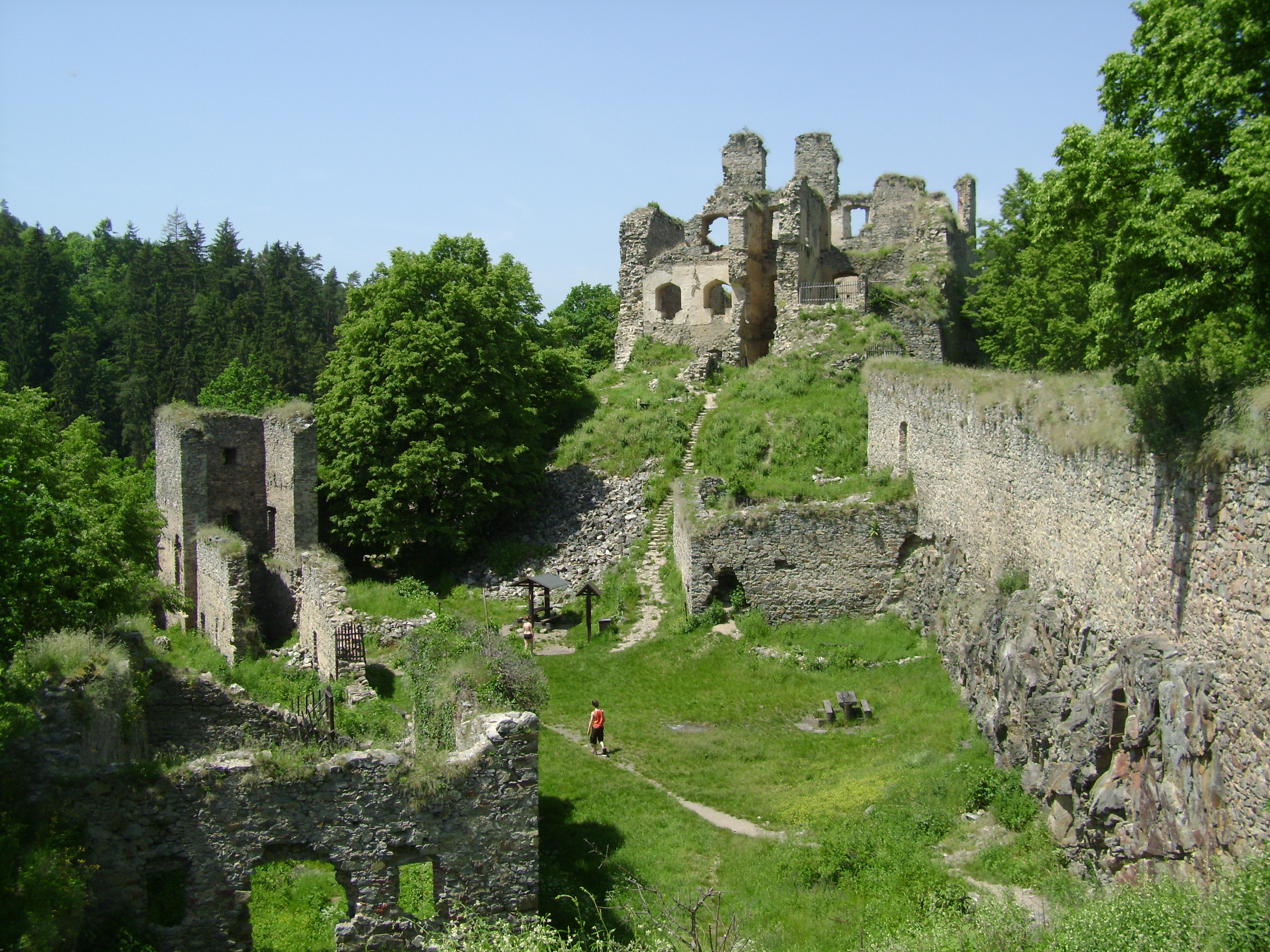
Dívčí kámen, die Hauptburg im Westen der Anlage

Die Burg Dívčí Kámen gehört zu den wenigen Burgen in Böhmen, deren Gründungsurkunde erhalten ist. 1349 gestattete König Karl IV. der Familie von Rosenberg, die Burg zu errichten. Die Burg hatte nicht nur eine militärische Funktion, sondern war auch Verwaltungszentrum der umliegenden Region. 1394 wurde sie für eine kurze Zeit Aufenthaltsort des böhmischen Königs Wenzel IV., als ihn Heinrich von Rosenberg in die Gefangenschaft auf Burg Wildberg in Oberösterreich brachte. Zur Zeit der Hussitenkriege musste Ulrich II. von Rosenberg die Burg Dívčí Kámen kurzzeitig an Wilhelm von Pottenstein (Vilém z Potštejna) abtreten. Zu Beginn des 16. Jahrhunderts beschloss Peter IV. von Rosenberg, die Burg zu verlassen. Die Inneneinrichtung wurde nach Krumau (Český Krumlov) gebracht, und die verlassene Burg begann zu verfallen. Schon 1541 wird sie als zerstört bezeichnet.

## Beschreibung
Die Burg bestand aus drei Teilen, nämlich der eigenen Wohnburg, der oberen Vorburg und der später aufgebauten Vorburg (Latran) auf der südlichen Seite. Dívčí Kámen war ein typisches Beispiel der gotischen Burgarchitektur zur Zeit von Kaiser Karl IV.
Der Burghügel weist sehr steile, teilweise senkrechte Hänge auf und ist mit einem Reliktwald bestanden. Der Wald steht seit 1952 auf 4,82 Hektar als Naturreservat Dívčí Kámen unter Schutz. Das Areal der Burgruine ist in das Schutzgebiet einbezogen. Erhaltungswürdig ist nicht nur die Ruine der mittelalterlichen Burg, sondern auch die darunter liegende Kulturschicht, die Spuren einer bronzezeitlichen Besiedlung enthält und archäologisch untersucht wird.
Der an der Burgruine vorbeiführende Lehrpfad Naučná stezka Třísov – Dívčí Kámen – Holubov wurde 1999 eröffnet.